# Selma Al-Radi
Selma Al-Radi (arabisch سلمى الراضي, DMG Salmā ar-Rāḍī, geb. 23. Juli 1939 in Bagdad, Irak; gest. 7. Oktober 2010 in Manhattan, New York, Vereinigte Staaten) war eine irakische Archäologin und Anthropologin. Sie begann und leitete für über 20 Jahre die Restaurierung der Amiriya Amdrasa in Rada'a, Jemen.

## Biografie
Selma Al-Radi wurde im irakischen Bagdad geboren. Ihr Vater Muhammed Selim Al-Radi war irakischer Botschafter im Iran und in Indien, darum wuchs sie in Teheran und Neu-Delhi auf. Sie erlangte ihren Bachelor of Arts an der University of Cambridge in Akkadisch, Hebräisch und Persisch. Ihre Tutorin war Joan Oates, eine anerkannte Mesopotamien-Archäologin. Nach ihrem Abschluss kehrte Selma Al-Radi nach Bagdad zurück, wo sie anfing, im Irakischen Nationalmuseum zu arbeiten.
Selma Al-Radi und ihre Cousine Lamya Gailani waren die ersten Frauen im Irak, die archäologische Ausgrabungen als Vertreterinnen des archäologischen Dienstes unternahmen. Einer ihrer ersten Aufträge war, sich dem Team unter der Führung von David Oates (dem Ehemann ihrer Tutorin) anzuschließen, das einen großen Depotfund der Nimrud-Elfenbeine entdeckte. Viele Stücke wurden von Selma Al-Radi restauriert, was ihr einen ersten Einblick in Restaurierungsarbeiten ermöglichte. Sie erlangte dann 1967 ihren Master in Kunstgeschichte und Archäologie an der Columbia University in New York mit Hilfe ihrer Tutorin Edith Porada. Nach ihrer Rückkehr arbeitete sie weiter in der Abteilung für Antiken und im Museum. Die Familie verließ den Irak, um sich in Beirut nieder zu lassen, wo Selma von 1969 bis 1974 an der Amerikanischen Universität Beirut unterrichtete. Sie schrieb sich an der Universität von Amsterdam ein, um einen Ph.D. zu erreichen. Ihre Betreuer waren Maurits van Loon aus Amsterdam und Edith Porada von der Columbia University. An der Universität von Amsterdam gab es keine Anwesenheitspflicht für Doktoranden, nachdem alle Kurse abgeschlossen waren. Ihre Ph.D.-Forschung unternahm Selma Al-Radi auf der bronzezeitlichen Ausgrabungsstätte Phlamoudhi Vounari auf Zypern. Ihre Doktorarbeit wurde 1983 veröffentlicht.
1977 nahm Selma Al-Radi eine Stelle als Beraterin im Jemenitischen Nationalmuseum in Sanaa an. Der Jemen blieb das Hauptthema für ihr ganzes weiteres Arbeitsleben. Sie unternahm viele archäologische Untersuchungen, nahm an Grabungen teil und belebte das Gebiet der Restaurierung von Gebäuden; insbesondere von Lehmziegelpalästen in der Hadramaut. 
Ihr Hauptwerk war die Restaurierung der Amiriya Madrasa, ursprünglich wohl keine Madrasa (Schule), sondern ein großer Palast mit einer kleinen Moschee. In Zusammenarbeit mit der Antikenabteilung unter Qadi Ismail Al-Aqwa’ begann sie 1983, die Struktur des riesigen Gebäudes wieder her zu stellen, das einzustürzen drohte. 
Mit lokalen Handwerkern, deren Expertise seit Generationen weiter gegeben wurde, belebte sie das mittelalterliche Handwerk des Bauens im Jemen wieder. Insbesondere erfand sie den Qudad wieder, ein wasserdichter Kalk-Putzmörtel, der Puzzolanen (Pozzolana) enthält und insofern den im antiken Rom verwendeten Mörteln wie Opus_caementitium ähnelt. Nach Laborexperimenten entdeckten sie die korrekte Mixtur von Vulkanischer Asche und Löschkalk. Die Ergebnisse wurden 1995 veröffentlicht. Die vielen Maurer und Qudad-Meister wurden eine Schule für Restauratoren, nachdem das Projekt internationale Aufmerksamkeit erhalten hatte. Viele Arbeiter wurden angestellt, um im Jemen alte Häuser wieder auf zu bauen, oder um dieselben Methoden anzuwenden, um dort neue Häuser zu errichten. Selma Al-Radi war eine rastlose Spendensammlerin, um Gelder für die Restaurierung von der niederländischen und der jemenitischen Regierung zu erhalten.
Nachdem die Struktur der Amiriya Madrasa stabilisiert war, richtete sie ihre Aufmerksamkeit auf die wundervoll bemalte Moschee. Das Heiligtum war mit Wandmalerei in farbenreichen Designs versehen, Teil einer Tradition bemalter Holz- und Gipsdecken im Jemen seit dem frühen Mittelalter. Selma Al-Radi dokumentierte diese bemalten Moscheen, eine Einzigartigkeit in der islamischen Architektur, und im Jemen gab es ausgesprochen viele dieser Bauten. Sie dokumentierte 40 dieser Moscheen. Zusammen mit dem Centro di Conservazione Archaeologica in Rom begann ein Fünf-Jahres-Projekt unter der Leitung von Roberto Nardi, um diese Gemälde zu konservieren und zu restaurieren. Studenten wurden in die Arbeit eingebunden. Selma Al-Radi reinigte eigenhändig mit Zahnarztbesteck die kompliziert geformten Stuckverzierungen, die über die Jahrzehnte immer wieder übertüncht worden waren. In einem Buch wurden die Ergebnisse der Restaurierung des Stucks und der Bemalung beschrieben. The New York Times beschrieb das Projekt als ein „immenses Unterfangen“ und die Madrasa als „einen der großen Schätze islamischer Kunst und Architektur“.

## Ehrungen
2005 erhielt Al-Radi die Jemenitische Presidential Medal of Culture. 2007 erhielten Al-Radi und Yahya Al-Nasiri den Aga Khan Award for Architecture für ihre Leistungen in der Restaurierung.

## Familie
Al-Radi war die Schwester von Nuha al-Radi, der Autorin des Buches „Baghdad Diaries: A Woman’s Chronicle of War and Exile“. Al-Radi war mit Qais Al-Awqati, einem Professor für Medizin und Physiologie an der Columbia University verheiratet. Ihr Sohn Rakan Ammar Zahawi aus erster Ehe ist ein Umweltwissenschaftler, der die Las Cruces Biological Station in Costa Rica leitet.

## Veröffentlichungen (Auswahl)
- Phlamoudhi Vounari. A sanctuary site in Cyprus. In: Studies in Mediterranean archaeology. Band 65. P. Åströms Förlag, Göteborg 1983, ISBN 91-86098-10-1 (Selma Al-Radis Doktorarbeit).
- Selma Al-Radi, Ruth Barnes, Yahya Al-Nasiri, Venetia Porter: The ‘Amiriya in Rada’. The history and restoration of a sixteenth-century madrasa in the Yemen. In: Robert Hillenbrand (Hrsg.): Oxford studies in Islamic ar. Band 13. Oxford University Press, Oxford / New York 1997, ISBN 0-19-728023-4.
- Selma Al Radi, Roberto Nardi, Chiara Zizola: Amiriya Madrasa: the conservation of the mural paintings. Hrsg.: Centro di conservazione archeologica. Selbstverlag, Rom 2005, ISBN 88-901903-1-0.